# Patagona gigas
Patagona gigas là một loài chim trong họ Chim ruồi.